# Telmatactis phassonesiotes
Telmatactis phassonesiotes is een zeeanemonensoort uit de familie Isophelliidae.
Telmatactis phassonesiotes is voor het eerst wetenschappelijk beschreven door Bourne in 1918.